# Hierodulinae
Sous-famille
Les Hierodulinae sont une sous-famille de Mantidae. Initialement utilisée par l'entomologiste suisse Karl Brunner von Wattenwyl comme sous-division des Mantides sous le nom Hierodulae, elle a été restaurée comme sous-famille lors d'une révision de l'ordre des Mantodea en 2019.

## Répartition
Les espèces de cette sous-famille se rencontrent en zones paléarctique, indo-malaise et australasienne.

## Description
Cette sous-famille se distingue des Tenoderinae, Stagmomantinae et Vatinae par son lobe membraneux simple et non allongé ainsi que par son apophyse phalloïde plus compacte, les deux 
lobes étant moins espacés et plus variables en termes de forme, d'orientation et de sclérotinisation que ceux des autres sous-familles de Mantidae. En outre, les processus distaux secondaires 
médians et les processus distaux secondaires latéraux sont souvent conservés.
Les ailes sont hyalines et les fémurs postérieurs et intermédiaires sont pourvus d'épines apicales.

La partie postérieure des ailes des femelles est continument jaunâtre. Les nervures ulnaires antérieures des ailes sont bifides.

Les élytres ne sont pas ciliées. 

Le dessus du haut des hanches n'est pas élargi.

Le pronotum est allongé et très fin au delà de la hanche.

La lame supra-anale est courte, transversale et arrondie chez les deux sexes.

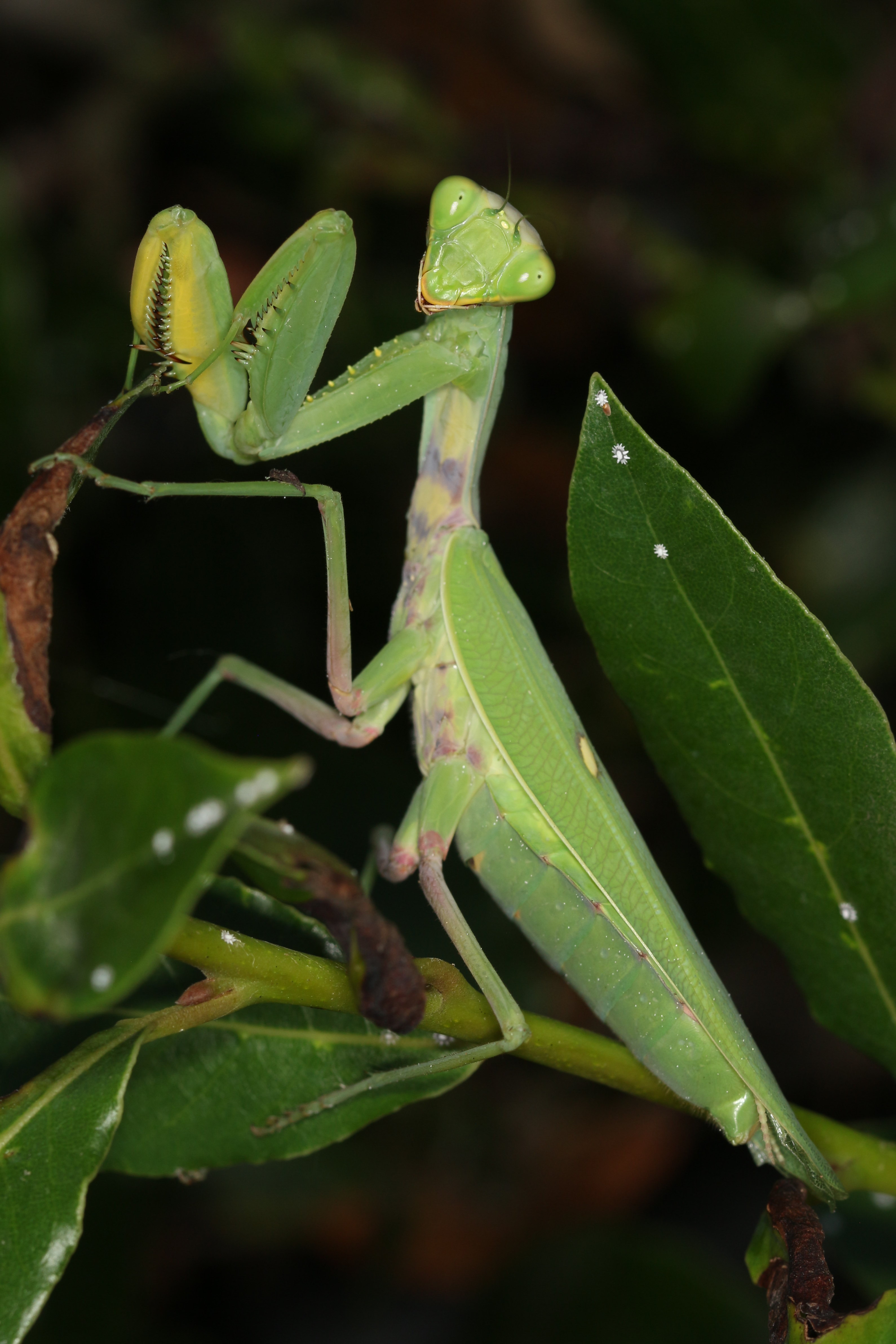
Hierodula transcaucasica

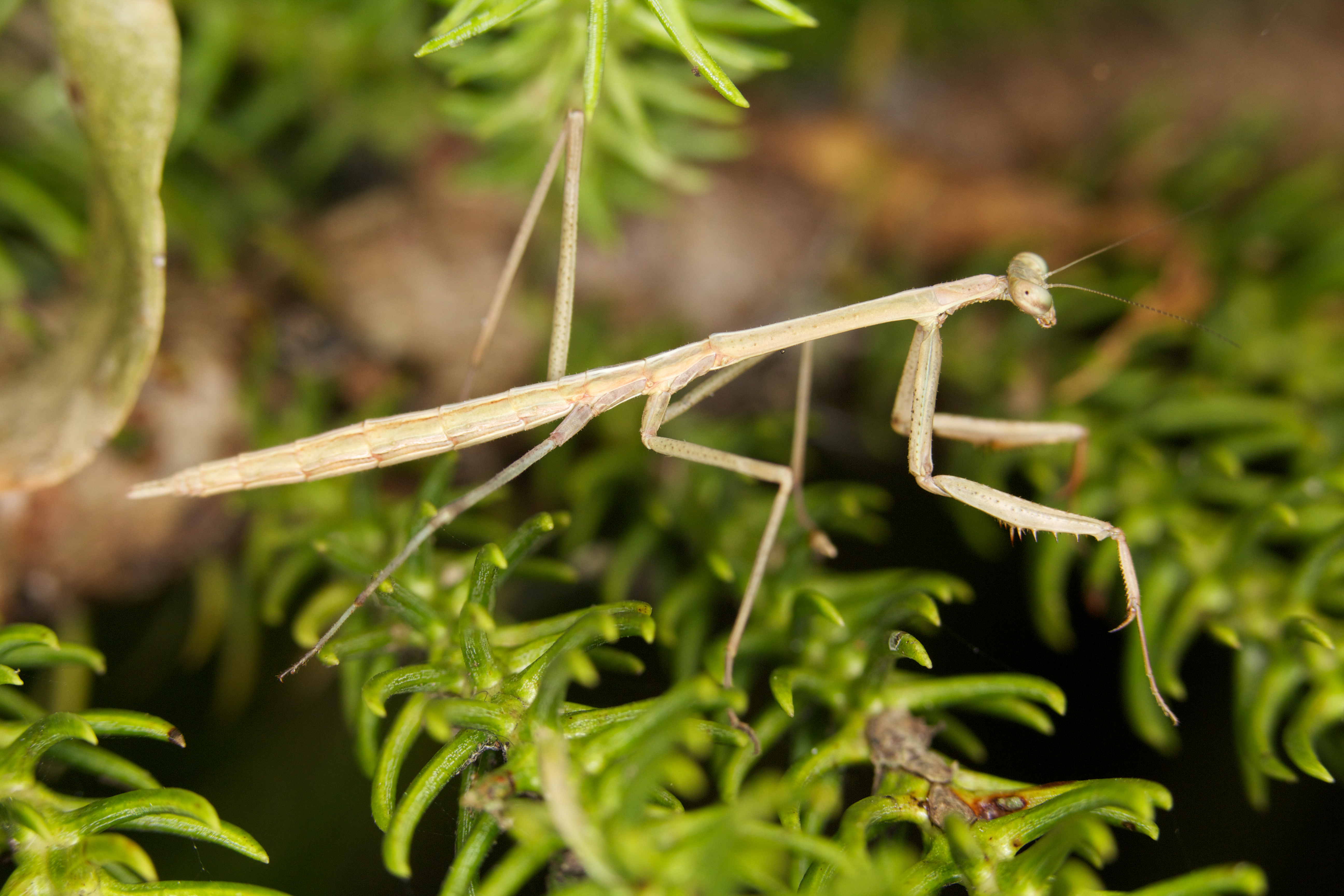
Archimantis latistyla

## Liste des tribus et des genres
Cette sous-famille contient deux tribus :
Tribu Archimantini Giglio-Tos, 1917
- sous-tribu Archimantina Giglio-Tos, 1917
  - Archimantis Saussure, 1869
  - Austromantis Sjostedt, 1918
  - Austrovates Sjostedt, 1918
  - Coenomantis Giglio-Tos, 1917
  - Corthylomantis Milledge, 1997
  - Nullabora Tindale, 1924
- sous-tribu Pseudomantina Brunner de Wattenwyl, 1893
  - Pseudomantis Saussure, 1869
- sous-tribu Trachymantina Giglio-Tos, 1917
  - Sphodropoda Stal, 1871
  - Trachymantis Giglio-Tos, 1917
  - Zopheromantis Tindale, 1924

Tribu Hierodulini Brunner de Wattenwyl, 1893
- Camelomantis Giglio-Tos, 1917
- Chlorocalis Stiewe, Shcherbakov & Vermeersch, 2019
- Dracomantis Shcherbakov & Vermeersch, 2020[3]
- Ephierodula Giglio-Tos, 1912
- Gretella Werner, 1923
- Hierodula Burmeister, 1838
- Hierodulella Giglio-Tos, 1912
- Mekongomantis Schwarz, Ehrmann & Shcherbakov, 2018
- Pnigomantis Giglio-Tos, 1917
- Rhombodera Burmeister, 1838
- Rhombomantis Ehrmann & Borer, 2015
- Stictomantis Beier, 1942
- Tamolanica Werner, 1923
- Tismomorpha Roy, 1973
- Titanodula Vermeersch, 2020[4],[5]